# 마크 로버츠
마크 로버츠(Marc Roberts, 1968년 6월 25일 ~ )는 아일랜드의 가수이다. 유로비전 송 콘테스트 1997에서 아일랜드 대표로 참가했다.